# Таврія (поїзд № 318/317)
«Тáврія» — колишній іменний нічний пасажирський поїзд Придніпровської залізниці № 318/317 сполученням Запоріжжя — Одеса.
Експлуатант — Укрзалізниця. 
Протяжність маршруту поїзда від Запоріжжя до Одеси складала — 643 км.
На даний поїзд була можливість придбати електронний квиток.

## Інформація про курсування
Нічний пасажирський поїзд «Таврія» курсував цілий рік, через день. В літній період — щоденно.
З 13 грудня 2015 року поїзду було встановлене курсування через день. Від  Запоріжжя — по парним, з Одеси — по непарним числам місяця.
До 22 липня 2015 року поїзд прямував за маршрутом Запоріжжя — Одеса, з 23 липня 2015 року подовжено маршрут руху поїзда до станції Кривий Ріг-Головний у вигляді двох вагонів. З 3 червня по 14 вересня 2018 року було призначено щоденне курсування поїзда за маршрутом Запоріжжя — Одеса.
З 9 грудня 2018 року на маршруті руху поїзд зупинявся на 15 проміжних станціях. Завдяки скороченню зупинок на маршруті був  прискорений рух поїзда та зменшено час в дорозі.
З 18 березня по 20 червня 2020 року тимчасово не курсував через карантинні обмеження, спричинені через розповсюдження COVID-19. 
| Розклад руху поїзда «Таврія» (до 25.10.2020) | Розклад руху поїзда «Таврія» (до 25.10.2020) | Розклад руху поїзда «Таврія» (до 25.10.2020) | Розклад руху поїзда «Таврія» (до 25.10.2020) | Розклад руху поїзда «Таврія» (до 25.10.2020) |
| Час прибуття                                 | Час відправлення                             | Станція                                      | Час прибуття                                 | Час відправлення                             |
| -------------------------------------------- | -------------------------------------------- | -------------------------------------------- | -------------------------------------------- | -------------------------------------------- |
| —                                            | 19:40                                        | Запоріжжя                                    | 05:34                                        | —                                            |
| 10:36                                        | —                                            | Одеса                                        | —                                            | 14:17                                        |

Час в дорозі становив від Запоріжжя до Одеси — 14 годин 56 хвилин, у зворотному напрямку, з Одеси — 15 годин 17 хвилин.
Актуальний розклад руху вказано у розділі «Розклад руху призначених поїздів» на офіційному вебсайті «Укрзалізниці».
З 26 жовтня 2020 року поїзд скасований на невизначений термін.

## Склад поїзда
Основний склад поїзда «Таврія» Запоріжжя — Одеса складався з 10 вагонів різної категорії комфортності:
- 4 плацкартних (№ 1—4);
- 6 купейних вагонів (№ 5—10).

Вагони безпересадкового сполучення:
До складу поїзда приєднувалася причіпна група вагонів безпересадкового сполученням:
- Дніпро — Одеса (купейний вагон № 15, плацкартні вагони № 16,17);
- Запоріжжя — Федорівка  (загальні вагони № 20, 21).

Нумерація вагонів від Запоріжжя була з південної сторони вокзалу, з Одеси — з хвоста поїзда.